# Clerihew
Ein Clerihew ist ein kurzer scherzhafter pseudobiographischer Vierzeiler, eine Gedichtform, die von Edmund Clerihew Bentley (1875–1956) erfunden wurde. Er besteht aus zwei Reimpaaren mit ungleichmäßiger Länge und mehr oder weniger freiem Rhythmus. Der Name der historischen Person steht dabei meist am Ende der ersten oder der zweiten Verszeile. Der Clerihew ist eher wunderlich und schrullig als satirisch.
Die Verszeilen sind auf komische Weise irregulär (unregelmäßige Verslänge, unregelmäßiger – nicht aber freier – Rhythmus).

## Beispiele
Einer der ersten Clerihews ist:
Sir Humphry Davy
Abominated gravy.
He lived in the odium
Of having discovered sodium.
Dies ist kaum übersetzbar. (Bedeutung etwa: Sir Humphry Davy mag keine Soße, man sagt ihm nach, er hätte Natrium entdeckt.)
Hier ein Versuch einer ähnlichen Biographie:
Dieter Bohlen
Dieter Bohlen
verabscheut Kohlen,
Nach vielen Stunden
im Fernsehen hat er das Pulver erfunden.
Bentleys erste Versesammlung wurde 1905 veröffentlicht als „Biographie für Anfänger“ und es folgten weitere 1929 und 1939.
Kurz nach der Veröffentlichung seiner ersten Sammlung wurde der Name „Clerihew“ für die Form übernommen.
Hier ein weiteres Beispiel:
| Clerihew von Bentley: The people of Spain think Cervantes Equal to half-a-dozen Dantes; An opinion resented most bitterly By the people of Italy. |  | Freie Nachdichtung: Den Spaniern nach gleicht Cervantes einem halben Dutzend Dantes. Das wär’ ja noch schöner, knurren die Italiener. |